# Beaufortia bicolor
Beaufortia bicolor är en myrtenväxtart som beskrevs av P.Arne K. Strid. Beaufortia bicolor ingår i släktet Beaufortia och familjen myrtenväxter. Inga underarter finns listade i Catalogue of Life.